# St. Mariä Himmelfahrt (Rickelrath)

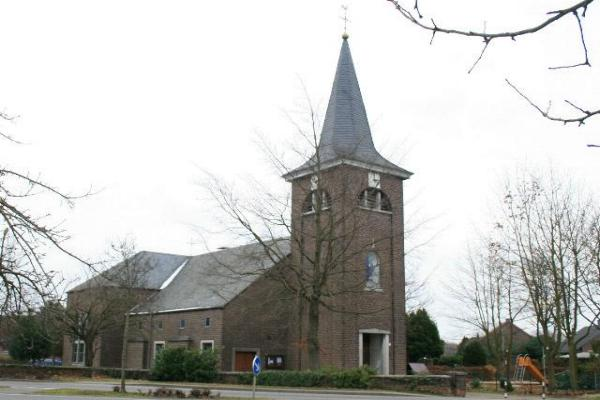
St. Mariä Himmelfahrt in Rickelrath

St. Mariä Himmelfahrt ist die römisch-katholische Filialkirche im Wegberger Stadtteil Rickelrath im Kreis Heinsberg (Nordrhein-Westfalen). 
Das Bauwerk ist unter Nummer 88 in die Liste der Baudenkmäler in Wegberg eingetragen.

## Geschichte
Im Jahr 1683 ließ der Vikar Matthias Poorten aus Oberkrüchten auf eigene Initiative hin in Rickelrath eine Kapelle errichten, da das Dorf bis dahin über kein eigenes Gotteshaus verfügte. Diese Kapelle wurde 1700 an das Kapuzinerkloster in Sittard übertragen. 1710 wurde die Kapelle durch eine größere Saalkirche in Formen des Barock ersetzt. Um 1830 wurde ein Glockenturm an die Westseite angebaut. Bis 1804 war der Ort zudem eine Filiale der Pfarre St. Peter und Paul in Wegberg. Erst da wurde Rickelrath zur selbstständigen Pfarrei erhoben. Somit erhielt die Kirche den Status einer Pfarrkirche. In dieser Form bestand das Kirchengebäude bis 1953. In diesem Jahr stürzte das Tonnengewölbe ein und die Kirche wurde bis auf den Glockenturm und die Südwand abgerissen. Zwischen 1953 und 1954 wurde sie nach Plänen des Erkelenzer Architekten Heinz Tillmanns unter Einbeziehung der erhalten gebliebenen Bauteile in veränderter Form wieder aufgebaut. Dabei erhielt auch der Turm sein heutiges, verändertes Erscheinungsbild. Die Konsekration fand am 8. Mai 1955 statt.
Zum 1. Januar 2013 fusionierte die Pfarre mit den anderen Wegberger Pfarren zur neuen Großpfarre St. Martin Wegberg. Seitdem ist St. Mariä Himmelfahrt eine Filialkirche dieser neuen Pfarrgemeinde.

## Ausstattung
Im Innenraum befinden sich ein barocker Hochaltar sowie eine barocke Kanzel. Diese wurden aus der alten Kirche übernommen, ebenso wie die Orgel der Paderborner Orgelbaufirma August Randebrock aus dem Jahr 1870. Sie besitzt 7 Register auf Manual und Pedal verteilt. Den Großteil der Buntglasfenster schuf ein unbekannter Künstler um 1955. Weiterhin sind noch drei Fenster erhalten, die um 1900 geschaffen wurden.